# Helena Bayo Delgado
Helena Bayo Delgado (Barcelona, 1970) és una pianista, directora d'orquestra i política catalana. Actualment és diputada al Parlament de Catalunya; també ha estat regidora de l'Ajuntament de Badalona.

## Biografia

### Trajectòria professional
Va estudiar al Conservatori de Música del Liceu i va completar al seva formació de piano a l'Acadèmia Marshall. Es va especialitzar en piano i habitualment va acompanyar cantants.
Amb el temps va entrar en l'àmbit de la direcció, i el 2000 va ser convidada a dirigir la Banda Municipal de Barcelona. Amb tot, ha continuat en l'àmbit instrumental com a pianista fent classes a l'Institut del Teatre des del 2002. També el 2009 va ser fundadora de l'Orquestra Lírica del Barcelonès, especialitzada en arts escèniques.
Va dirigir per primera vegada una gran orquestra el 2006 al capdavant de l'Orquestra Simfònica de Sofia, el Cor d'Arena de Verona i destacades figures de la lírica en una gran producció de l'Aïda de Verdi al Bilbao Exhibition Center. El 2011 va ser convidada per la Universitat de Califòrnia a dirigir l'Orquestra Simfònica de la Universitat de Los Angeles.
Ha estat la primera i única dona espanyola a dirigir l'Orquestra Simfònica de l'Havana al Teatre Nacional el 2013 amb el ballet Giselle. D'altra banda, ha estat directora assistent del Liceu el 2016 i ha dirigit l'English National Ballet el 2017 durant la representació El llac dels cignes al Royal Albert Hall.
El 2019 també va ser la primera dona en dirigir una obra a l'Òpera Süreyya d'Istanbul de la mà de l'Institut Cervantes, amb programació d'òpera i ballet amb el Don Quichotte de Jules Massenet.

### Activitat política
En l'àmbit polític, és militant del PSC des del 2009, va començar com a voluntària del moviment Ciutadans pel Canvi de Pasqual Maragall, tot i que tenia vinculació amb el partit des de 1998.
Ha estat regidora de l'Ajuntament de Badalona des del 2019 fins al maig de 2021, període durant el qual va ser regidora de Cultura i Esports i regidora delegada del districte 4.
L'any 2021 es va presentar a les eleccions al Parlament de Catalunya i va ser elegida diputada, càrrec que manté en l'actualitat.

### Vida privada
Està casada i té un fill.